# Сиракава (река, Кюсю)
Сиракава (яп. 白川 сиракава, «белая река») — река в Японии на острове Кюсю. Протекает по территории префектуры Кумамото.
Исток Сиракавы находится под горой Неко-Таке (яп. 根子岳 нэко-дакэ) в кальдере вулкана Асо, река течёт по его южной долине. В Татено, на выходе из кальдеры, в неё впадает Курокава (яп. 黒川, «чёрная река»), протекающая по северной долине кальдеры. Ниже Татено река образует конус выноса, течёт по лавовому плато и протекает через город Кумамото, в среднем течении образуя узкие террасы, после чего она впадает в залив Ариаке (яп. 有明海 ариакэ-кай, «море Ариаке») Восточно-Китайского моря.
Длина реки составляет 74 км, на территории её бассейна (480 км²) проживает около 135 тыс. человек. 80 % бассейна реки расположено в кальдере Асо. Согласно японской классификации, Сиракава является рекой первого класса.
У Такума, где Сиракава выходит на равнину Кумамото, река течёт через суглинок, гравий и пирокластическую глину. Левый берег реки выше, он состоит из террас, сложенных песком и гравием, принесённых рекой. Кроме этого, там откладывается и вулканический пепел, выбрасываемый Асо.
Река несёт большое количество осадков из кальдеры Асо. После землетрясений количество осадка сильно увеличивается из-за оползней и разжижения грунта. Согласно вычислениям, в год река выносит в море около 250 тыс. м³ осадка.
Источники в кальдере Асо питаются дождевыми водами, профильтрованными лавовыми породами. Сладковатая вода реки известна своим высоким качеством.
В 1979 на реке была возведена плотина Татено, объём образовавшегося водохранилища составляет 10 000 000 м³.
Крупнейшие наводнения на реке происходили в 1650, 1696, 1736, 1796, 1816, 1900, 1923 и 1953 годах. Во время наводнения 1953 года 422 человека погибло или пропало без вести, 2585 домов было полностью разрушено. C 1956 по 2012 крупные наводнения происходили трижды. В августе 1980 расход воды достиг 1500 м³/с и было затоплено 125 га земли. В июле 1990 расход воды достиг 1800 м³/с, а в июле 2012—2300 м³/с. В 2012 году дожди шли более суток, в сумме выпало 507,5 мм осадков. В результате наводнения 25 человек погибло, двое пропали без вести, 11 ранено; более 300 домов было полностью разрушено.